# رشيد عريقات
رشيد عريقات (1920-2000) هو سياسي فلسطيني، تخرج من مدرسة الفرندز الأمريكية، حصل على ماجستير في العلوم السياسية. عين عضواً في مجلس الأعيان الأردني في عام 1973 وعام 1984، عين وزيراً للعمل والتنمية الإجتماعية في التاسع من يناير 1988 والسادس من أغسطس 1988.

## خبراته العملية
التحق بالجيش البريطاني في عام 1939 حتى عام 1969. عُين قائدًا للبعثة البريطانية لدى المملكة العربية السعودية بين عامي 1943 و1946. التحق قائداً لمنطقة القدس الشرقية في تشكيلات "الجهاد المقدس" خلال حرب 1947-1949. عمل بعد الحرب ملحقاً عسكرياً للأردن لدى كل من فرنسا في عام 1955، وبريطانيا في عام 1957. ترأس الوفد الأردني في لجنة الهدنة المشتركة في هيئة الأمم المتحدة في عام 1951، وبقي رئيساً حتى عام 1966. عُيّن وزيرًا للأشغال العامة، ثم وزيرًا للنقل بين السابع والعشرين من يونيو 1970 والخامس عشر من سبتمبر 1970ً، ثم أُعيد تعيينه لدورتين متتابعتين بين عامي 1984 و1989.

## الأوسمة
- وسام النهضة[2]
- وسام الكوكب الأردني
- وسام الاستقلال الأردني
- وسام العلمين